# Île du Soulier
L'Île du Soulier est une île du département de l'Aude en  Occitanie, dépendant administrativement de la commune de Peyriac-de-Mer.
L'île du Soulier est inscrite au titre des sites naturels depuis 1966.

## Géographie
Située dans l'étang de Bages-Sigean, il s'agit d'une arête rocheuse uniquement fréquentée par les oiseaux. Les roches immergées qui l'entourent rendent l'accostage totalement impossible. Sa forme lui a donné son nom. 